# Teenage Mutant Ninja Turtles (arcade)

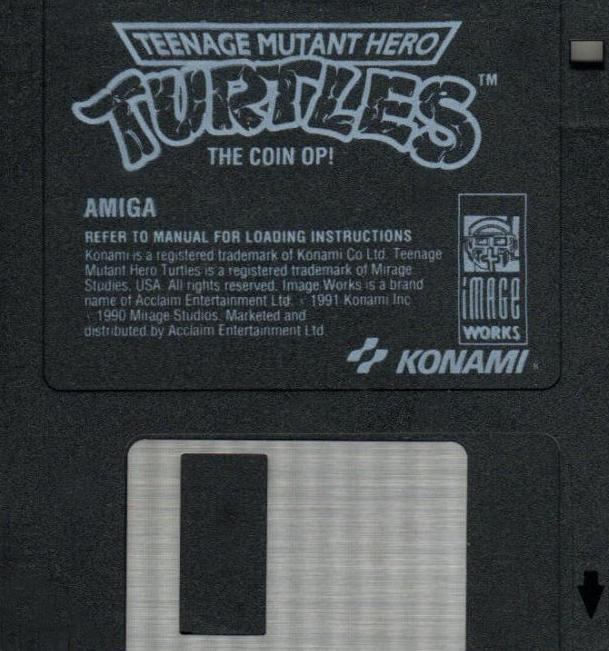
Disquete de Teenage Mutant Ninja Turtles para Amiga.

Teenage Mutant Ninja Turtles es un videojuego arcade producido por Konami en 1989. Es un beat 'em up basado en la serie animada de 1987, Teenage Mutant Ninja Turtles. Como con toda la mercancía relacionada con las Tortugas ninja, el nombre de este juego fue alterado a Teenage Mutant Hero Turtles en Europa. Fue lanzado para el Nintendo Entertainment System bajo el nombre Teenage Mutant Ninja Turtles II: The Arcade Game. El juego se incluyó como extra en el Juego Teenage Mutant Ninja Turtles 2: Battle Nexus.

## Jugabilidad
El jugador elige una de las cuatro tortugas: Leonardo, Michelangelo, Donatello, y Raphael. Luego Shredder secuestra a la amiga de las tortugas, April O'Neil y a su mentor Splinter, que deben dar caza, salvar a sus compañeros, y derrotar al malvado Shredder. Hasta cuatro jugadores (dos en algunas versiones) pueden tomar el control de cualquiera de las tortugas. Donatello tiene ataques más lentos pero de mayor alcance, Michelangelo y Raphael tienen ataques rápidos pero de corto alcance, y Leonardo es una tortuga bien balanceada, con una velocidad y rango media.

## Teenage Mutant Ninja Turtles 2: Battle Nexus
La versión de arcade de las Tortugas Ninja está incluida como bonus oculto en el juego Teenage Mutant Ninja Turtles 2: Battle Nexus para PlayStation 2, Xbox y GameCube. En esta versión la música ha sido alterada así como la mayoría de las voces.